# Гера (космічна місія)
«Гера» — космічна місія, розроблена Європейським космічним агентством для програми космічної безпеки. Її основна мета — вивчити подвійний астероїд Дідим, з яким раніше зіштовхнувся космічний апарат DART, і зробити внесок у перевірку методу кінетичного удару для відхилення навколоземного астероїда на траєкторії зіткнення із Землею. Вона вимірюватиме розмір і морфологію створеного кратера та імпульс, переданий ударом космічного апарата DART. Вона також проаналізує розліт уламків від удару.
Космічний апарат має бути запущений 7 жовтня 2024 року.
Гера має масу 1128 кг і несе корисне навантаження з камер, альтиметра та спектрометра. Вона також матиме два наносупутники-кубсати під назвами Мілані та Ювентас.
Гера повністю охарактеризує склад і фізичні властивості подвійного астероїда, включаючи (вперше) підповерхневі та внутрішні структури. Вона також продемонструє технологію роботи поблизу малого тіла та зв'язку з кубсатами у міжпланетному просторі.